# 1988–1989-es magyar férfi vízilabda-bajnokság (első osztály)
Az 1988–1989-es magyar férfi vízilabda-bajnokság a nyolcvanharmadik magyar vízilabda-bajnokság volt. A bajnokságban tizennégy csapat indult el, a csapatok két kört játszottak. Az alapszakasz után az 1-4. helyezettek play-off rendszerben játszottak a bajnoki címért.

## Alapszakasz
| #   | Csapat             | M  | Gy | D | V  | G+  | G-  | P  | Megjegyzés     |
| --- | ------------------ | -- | -- | - | -- | --- | --- | -- | -------------- |
| 1.  | Vasas SC           | 26 | 21 | 4 | 1  | 335 | 243 | 46 |                |
| 2.  | Újpesti Dózsa      | 26 | 18 | 2 | 6  | 269 | 210 | 38 |                |
| 3.  | Ferencvárosi TC    | 26 | 16 | 6 | 4  | 321 | 255 | 38 |                |
| 4.  | Szolnoki Vízügy    | 26 | 16 | 5 | 5  | 284 | 256 | 37 |                |
| 5.  | Szentesi Vízmű     | 26 | 15 | 3 | 8  | 309 | 281 | 33 |                |
| 6.  | Tatabányai Bányász | 26 | 12 | 2 | 12 | 222 | 243 | 26 |                |
| 7.  | Szeged SC          | 26 | 12 | 3 | 11 | 206 | 211 | 25 | 2 pont levonva |
| 8.  | Bp. Spartacus      | 26 | 11 | 2 | 13 | 305 | 284 | 24 |                |
| 9.  | Eger SE            | 26 | 11 | 2 | 13 | 246 | 256 | 24 |                |
| 10. | OSC                | 26 | 8  | 4 | 14 | 234 | 242 | 20 |                |
| 11. | Tungsram SC        | 26 | 8  | 2 | 16 | 276 | 286 | 18 |                |
| 12. | BVSC               | 26 | 7  | 3 | 16 | 253 | 270 | 17 |                |
| 13. | Bp. Honvéd         | 26 | 6  | 2 | 18 | 215 | 292 | 14 |                |
| 14. | KSI                | 26 | 1  | 0 | 25 | 249 | 395 | 2  |                |

* M: Mérkőzés Gy: Győzelem D: Döntetlen V: Vereség G+: Dobott gól G-: Kapott gól P: Pont

### A góllövőlista élmezőnye
|     | Játékos            | Csapat              | Gól | akció | előny | 4m-es |
| --- | ------------------ | ------------------- | --- | ----- | ----- | ----- |
| 1.  | Horváth Csaba      | Szentesi Vízmű SK   | 106 | 38    | 45    | 23    |
| 2.  | Tóth Imre          | Bp. Spartacus       | 98  | 52    | 22    | 24    |
| 3.  | Pintér István      | Szolnoki VSE        | 95  | 36    | 27    | 32    |
| 4.  | Gyöngyösi András   | Ferencvárosi TC     | 89  | 48    | 28    | 13    |
| 5.  | Petőváry Zsolt     | Vasas SC            | 85  | 48    | 29    | 8     |
| 6.  | Roman Polacik      | Vasas SC            | 83  | 32    | 29    | 22    |
| 7.  | Mészáros Csaba     | Vasas SC            | 61  | 36    | 18    | 7     |
| 8.  | Áncsán András      | Eger SE             | 60  | 31    | 16    | 13    |
|     | Tóth László        | Szentesi Vízmű SK   | 60  | 29    | 31    | 0     |
| 10. | Búza Gábor         | Eger SE             | 59  | 35    | 19    | 5     |
|     | Szileczky Péter    | Orvosegyetem SC     | 59  | 25    | 15    | 19    |
| 12. | Vad Lajos          | Ferencvárosi TC     | 58  | 30    | 28    | 0     |
| 13. | Tóth László        | BVSC                | 57  | 32    | 18    | 7     |
| 14. | Bíró Attila        | Ferencvárosi TC     | 55  | 14    | 32    | 9     |
| 15. | Pardi Tibor        | Tungsram SC         | 54  | 34    | 13    | 7     |
| 16. | Martinovics György | Tungsram SC         | 51  | 19    | 18    | 14    |
| 17. | Bürg Tamás         | Bp. Spartacus       | 50  | 25    | 21    | 4     |
|     | Pellei Csaba       | Szentesi Vízmű SK   | 50  | 26    | 24    | 0     |
| 19. | Czibulka Ákos      | Orvosegyetem SC     | 49  | 20    | 29    | 0     |
|     | Konrád János       | KSI                 | 49  | 19    | 29    | 1     |
|     | Lengyel József     | Szolnoki VSE        | 49  | 28    | 21    | 0     |
| 22. | Dóczi István       | BVSC                | 48  | 27    | 14    | 7     |
|     | Mohi Zoltán        | Szolnoki VSE        | 48  | 37    | 11    | 0     |
|     | Ürögi Zsolt        | Újpesti Dózsa       | 48  | 23    | 17    | 8     |
| 25. | Péter Imre         | Budapesti Spartacus | 47  | 26    | 13    | 8     |
| 26. | Benedek Tibor      | KSI                 | 45  | 19    | 26    | 0     |
| 27. | Dongó László       | Szeged SC           | 44  | 26    | 17    | 1     |
| 28. | Madarasi Attila    | Eger SE             | 43  | 15    | 28    | 0     |
| 29. | Csányi Róbert      | Tatabányai Bányász  | 41  | 14    | 19    | 8     |
|     | Horváth János      | KSI                 | 41  | 19    | 21    | 1     |
|     | Németh I. Zsolt    | KSI                 | 41  | 29    | 9     | 3     |
|     | Tóth Sándor        | BVSC                | 41  | 20    | 8     | 13    |
| 33. | Bene András        | Újpesti Dózsa       | 40  | 23    | 17    | 0     |
| 34. | Persely József     | Tatabányai Bányász  | 38  | 22    | 8     | 8     |
|     | Sprok Tibor        | BVSC                | 38  | 26    | 12    | 0     |
| 36. | Tóth Csaba         | Szolnoki VSE        | 37  | 21    | 16    | 0     |
|     | Varga I. Zsolt     | KSI                 | 37  | 26    | 9     | 2     |
| 38. | Vincze Balázs      | Újpesti Dózsa       | 35  | 20    | 13    | 2     |
|     | Vojvoda István     | Tatabányai Bányász  | 35  | 21    | 14    | 0     |
| 40. | Dala Tamás         | Újpesti Dózsa       | 34  | 20    | 14    | 0     |
|     | Pető Zsolt         | Tungsram SC         | 34  | 21    | 13    | 0     |

### Csapat statisztikák
|             | Gólok | Gólok | Gólok | Gólok  | Szabálytalanság | Szabálytalanság | Emberelőny  |
| Csapatok    | ∑     | akció | előny | 4 m-es | kiállítás       | kipont.         | kihasználás |
| ----------- | ----- | ----- | ----- | ------ | --------------- | --------------- | ----------- |
| Vasas SC    | 335   | 171   | 126   | 38     | 397             | 55              | 56,2%       |
| Ú. Dózsa    | 269   | 157   | 102   | 10     | 244             | 18              | 47,2%       |
| Ferencváros | 321   | 150   | 149   | 22     | 259             | 19              | 55,2%       |
| Szolnok     | 284   | 146   | 106   | 32     | 287             | 24              | 48,6%       |
| Szentes     | 309   | 132   | 149   | 28     | 301             | 25              | 57,2%       |
| Tatabánya   | 222   | 115   | 91    | 16     | 198             | 21              | 47,4%       |
| Szeged      | 206   | 101   | 90    | 15     | 219             | 14              | 44,8%       |
| Spartacus   | 305   | 167   | 102   | 36     | 244             | 25              | 53,6%       |
| Eger        | 246   | 124   | 102   | 20     | 261             | 23              | 46,7%       |
| OSC         | 234   | 110   | 97    | 27     | 293             | 33              | 46,6%       |
| Tungsram    | 276   | 156   | 91    | 26     | 323             | 39              | 47,1%       |
| BVSC        | 253   | 139   | 79    | 35     | 258             | 26              | 43,5%       |
| Honvéd      | 215   | 110   | 81    | 24     | 225             | 21              | 43,2%       |
| KSI         | 249   | 129   | 107   | 13     | 160             | 8               | 47,6%       |

A Tungsram SC 3 gólt emberhátrányban ért el

## Rájátszás
Elődöntő: Vasas SC–Szolnoki Vízügy 12–9, 8–11, 10–6 és Újpesti Dózsa–Ferencvárosi TC 16–17, 9–8, 12–9
Döntő: Vasas SC–Újpesti Dózsa 14–9, 13–12
3. helyért: Ferencvárosi TC–Szolnoki Vízügy 19–13, 9–16, 15–11

## Játékoskeretek
| Vasas SC          | Újpesti TE          | Ferencvárosi TC     | Szolnoki VSE             | Szentesi Vízmű SK  | Tatabányai Bányász    | Szegedi SC       |
| ----------------- | ------------------- | ------------------- | ------------------------ | ------------------ | --------------------- | ---------------- |
| Liebhauser József | Bene András         | Ambrus Tamás (k)    | Mohi Zoltán              | Cseh Péter         | Csányi Róbert         | Cseri András     |
| Matusek Gyula     | Dala Tamás          | Bíró Attila         | Pintér István            | Horváth Csaba      | Gebauer Lajos         | Miller Zsolt (k) |
| Mészáros Csaba    | Nitsovits Tamás     | Fazekas Zoltán      | Tóth Csaba               | Melkuhn Tibor      | Vojvoda István        | Tóth István      |
| Jancsó Mátyás     | Pál Ferenc          | Gyöngyösi András    | Lengyel József           | Pellei Csaba       | Zantleitner Tamás     | Dongó László     |
| Matusik Lajos     | Ürögi Zsolt         | Loványi Róbert      | Hegmann György           | Tóth László        | Lunacsek Péter        | Beleon Zsolt     |
| Petőváry Zsolt    | Vígvári Csaba       | Rázga Zoltán        | Kiss Péter (k)           | Vass Sándor        | Podhánszky Zoltán (k) | Juhász Gábor     |
| Tóth Frank        | Mátéfalvi Csaba (k) | Molnár Róbert       | Kiss András              | Hajós János        | Németh Miklós         | Lengyel Gábor    |
| Roman Polacik     | Vincze Balázs       | Vad Lajos           | Bogdán Béla              | Berki András       | Bagi György           | Lihóczky Károly  |
| Keresztúri Zsolt  | Gál András          | Varga Gusztáv       | Dudás Zoltán             | Fülöp Tibor        | Bujka Gábor           | Éles Vilmos      |
| Rosta Péter       | Kovács István       | Pető Attila         | Hasznos István           | Ben Dror Ohad      | Persely József        | Bozsó Szabolcs   |
| Nemes Gábor (k)   | Varga Attila        | Szabó László        | Pintér Zoltán            | Bodrogi Attila (k) | Dubinák Péter         | Megyeri Attila   |
| Kósz Zoltán (k)   | Bali Sándor         | Varga János         | Pintér Ferenc (k)        | Faludi Csaba       | Lázár Zsolt           | Dömsödi József   |
| Méhes Jenő        | Takács Attila       | Szakonyi Ferenc (k) | Krasznai Géza            | Kárász Zénó        | Dévényi Zoltán (k)    | Török Béla       |
| Petőváry Attila   | Berényi Gábor (k)   | Varga Zsolt         | Molnár Péter             | Pánczél Tamás      | Schwarz Zoltán        | Rigó Szilveszter |
| Tóth Milán        | Hajdú Zsolt         | Petrovics Mátyás    | Nagy Tibor               | Ormai Zoltán (k)   | Németh Ferenc         | Bük József (k)   |
| Dávid Zoltán      | Vogel Zsolt         |                     | Magyar István            | Posztós János      |                       | Ugrin Tamás      |
|                   | Heinrich Balázs     |                     | Kiss Zoltán              | Deák Péter         |                       |                  |
|                   |                     |                     |                          | Zentai Ákos        |                       |                  |
|                   |                     |                     |                          | Tari Nándor        |                       |                  |
| edző:Kenéz György | Görgényi István     | Szívós István       | Mayer Mihály Cseh Sándor | Kádár József       | Hauszler Károly       | Pozsgay Zsolt    |

| Bp. Spartacus       | Eger SE             | Orvosegyetem SC         | Tungsram                         | BVSC                        | Bp. Honvéd          | KSI                  |
| ------------------- | ------------------- | ----------------------- | -------------------------------- | --------------------------- | ------------------- | -------------------- |
| Kuron Attila        | Kelemen Attila      | Győri Gábor             | Halmai Gyula                     | Krnács Zsolt                | Kaiser Gábor        | Benedek Tibor        |
| Barsi László        | Madarasi Attila     | Kovács György           | Pető Zsolt                       | Sprok Tibor                 | Vígh Tamás          | Horváth János        |
| Szilvasán Attila    | Áncsán András       | Onódi Tamás             | Schmiedt Gábor                   | Tóth László                 | Eppel László        | Kaltenbach László    |
| Tóth Imre           | Búza Gábor          | Szileczky Péter         | Gyöngyösi Zoltán                 | Besenyei Attila             | Csombor Zoltán      | Konrád János         |
| Péter Imre          | Nagy István         | Tóth Béla (k)           | Martinovics György               | Liebman István (k)          | Csánk István (k)    | Németh I. Zsolt      |
| Regős Ádám          | Tóth Kálmán         | Vasicsek János          | Monostori Attila                 | Millok Tamás                | Nyúl Miklós         | Varga I. Zsolt       |
| Kemény Attila       | Tűzkő Gyula (k)     | Czibulka Ákos           | Pardi Tibor                      | Tóth Sándor                 | Bürg Tamás          | Müller Péter         |
| Kardos István (k)   | Sike József         | Megyesy Zoltán          | Sugár Nándor                     | Dóczi István                | Kovács Zsolt        | Károlyi Géza (k)     |
| Bürg Ttamás         | Simon Tibor         | Denk Zoltán             | Kuna Péter (k)                   | Németh Péter                | Derekas Szilárd     | Nagy Pál             |
| Derekas Szilárd     | Vecseri Sándor      | Berezvai Ferenc         | Kovács Zsolt                     | Szabó Gábor                 | Hartmann Attila (k) | Fekete Balázs        |
| Horváth Viktor      | Szarka Gábor        | Dankó Attila            | Csizmadia Zsolt                  | Bán Miklós                  | Schwarz Zoltán      | Lehoczky Dániel      |
| Major Zoltán        | Vincze László       | Irmes Ferenc            | Hajmási Péter (k)                | Bors Endre                  | Tóth Péter          | Németh II. Zsolt (k) |
| Vincze Zsolt (k)    | Zalánki Gábor       | Lőrincz György          | Getta Tamás                      | Bors László (k)             | Péter Csaba         | Kulcsár Attila       |
| Menner Tibor        | Lipovics Zoltán (k) | Jókuti László (k)       | Faragó Ferenc                    | Dalnoki Jenő                | Szabó Csaba         | Békési Ákos          |
| Begalla György      | Tóth Péter          | Sztankovics Attila      | Keszthelyi Tibor                 | Kovács András               | Dóczi István        | Bősze Botond         |
| Medveczky Iván      | Sustyák Zoltán      |                         | Márai Tamás (k)                  | Balogh Gábor                | Halas János         | Oláh Farkas          |
|                     |                     |                         | Racskó Zoltán                    | Varga Gyula                 | Surányi Zoltán      |                      |
|                     |                     |                         |                                  | Kiss Csaba                  | Nyárády László      |                      |
|                     |                     |                         |                                  | Nagy Zsolt                  | Tamás Jenő          |                      |
|                     |                     |                         |                                  | Nyíri Zoltán                | Taxner György       |                      |
|                     |                     |                         |                                  | Pecz Lajos                  | Bardóczy Ákos       |                      |
|                     |                     |                         |                                  |                             | Bikfalvy Péter      |                      |
|                     |                     |                         |                                  |                             | Koncz Péter         |                      |
|                     |                     |                         |                                  |                             | Titkos László       |                      |
| edző: Bolvári Antal | Gyulavári Zoltán    | Kunos Gyula Furman Jenő | Martinovics György Martin György | Babarczy Roland Györe Lajos | Mohácsi Attila      | Dömötör Zoltán       |

### Átigazolások szezon közben
- Tóth Péter Eger SE→Bp. Honvéd
- Schwarz Zoltán Tatabánya→Bp. Honvéd
- Bürg Tamás Bp. Honvéd→Bp. Spartacus
- Dóczi István Bp. Honvéd→BVSC
- Derekas Szilárd Bp. Honvéd→Bp. Spartacus
- Kovács Zsolt Bp. Honvéd→Tungsram SC